# Rinpei Okano
Rinpei Okano (japanisch 岡野 凜平 Okano Rinpei; * 15. September 2000 in der Präfektur Nagasaki) ist ein japanischer Fußballspieler.

## Karriere
Rinpei Okano erlernte das Fußballspielen in der Jugendmannschaft von V-Varen Nagasaki sowie in der Universitätsmannschaft der Nippon Bunri University. Seinen ersten Vertrag unterschrieb er am 1. Februar 2023 bei Giravanz Kitakyūshū. Der Verein aus Kitakyūshū, einer Stadt in der Präfektur Fukuoka, spielte in der dritten japanischen Liga. Sein Drittligadebüt gab Rinpei Okano am 5. März 2023 (1. Spieltag) im Heimspiel gegen den FC Gifu. Bei dem 1:1-Unentschieden wurde er in der 78. Minute für Haruki Izawa eingewechselt.